# 甲府市議会
甲府市議会（こうふしぎかい）は、山梨県の県庁所在地である甲府市に設置されている地方議会である。

## 概要

### 任期
4年

### 定数
32人

### 所在地
山梨県甲府市丸の内一丁目18番1号
甲府市役所本庁舎10階

### 委員会
- 議会運営委員会
- 広聴広報委員会

#### 常任委員会
- 総務委員会
- 民生文教委員会
- 経済建設委員会
- 環境水道委員会

#### 特別委員会
- 予算・決算審査特別委員会

### 定例会
- 年4回実施[2]
  - 3月
  - 6月
  - 9月
  - 12月

## 会派
| 会派名     | 議員数 | 所属党派            | 議員名                                                                            | 女性議員数 | 女性議員の比率(%) |
| ---------- | ------ | ------------------- | --------------------------------------------------------------------------------- | ---------- | ----------------- |
| 政和こうふ | 10     | 自由民主党系        | 金丸三郎 輿石修 岡政吉 山中和男 末木咲子 小沢宏至 鮫田光一 川崎靖 鷹野弘貴 中嶌寿 | 1          | 10                |
| 政友クラブ | 7      | 立憲民主党2 無所属5 | 荻原隆宏 鈴木篤 坂本信康 長沼達彦 小澤浩 深沢健吾 橘田大洋                        | 0          | 0                 |
| 公明党     | 4      | 公明党              | 兵道顕司 長沢達也 堀とめほ 岡田真姫                                               | 2          | 50                |
| こうふ未来 | 4      | 立憲民主党1 無所属3 | 廣瀬集一 神山玄太 藤原伸一郎 清水一成                                             | 0          | 0                 |
| 日本共産党 | 3      | 日本共産党          | 内藤司朗 清水英知 木内直子                                                        | 1          | 33.33             |
| 市民クラブ | 2      | 社会民主党1 無所属1 | 山田厚 依田勝見                                                                   | 0          | 0                 |
| 無所属     | 2      | 無所属              | 山田弘之 村松裕美                                                                 | 1          | 50                |
| 計         | 32     |                     |                                                                                   | 5          | 15.62             |

## 定数の推移
「甲府市議会議員の定数を定める条例」によって定数が決められている。
- 2006年（平成18年）4月9日合併編入選挙 - 34人→3選挙区38人
- 2007年（平成19年）4月22日選挙 - 3選挙区38人→1選挙区32人

## 議会出身者
- 石原彦太郎（衆議院議員・甲府市長)
- 佐竹作太郎（衆議院議員)
- 名取忠愛（貴族院議員・甲府市長）
- 矢島栄助（貴族院議員)
- 今井茂右衛門（甲府市長)
- 斎木逸造（甲府市長)
- 新海栄治（甲府市長)
- 宮島雅展（甲府市長)